# 八張
八張，是臺灣新北市三峽區的一個地名，位於該區北部三峽河西岸。以行政區而言，範圍大致包括八張里南大半部不含西南端凸出部分、中埔里東北端及最東端。

## 歷史
台灣清治末期至日治初期，八張地區為一街庄，稱為「八張庄」，隸屬於海山堡。該庄東隔三峽河與礁溪庄為界，南與蔴園庄為鄰，西南邊及西邊為中埔庄，北邊為三角湧庄。
1901年（日治明治三十四年）11月，該庄隸屬於桃園廳，編入第十九區。1905年（明治三十八年）7月，第十九區改稱「三角湧區」。1920年（大正九年），該庄改制為「八張」大字，隸屬於臺北州海山郡三峽街，大字下有「坡子乾」、「八張」小字名。
戰後三峽街改制為三峽鎮，隸屬於臺北縣，大字亦改制為里。2010年12月，臺北縣升格為新北市，三峽鎮改制為三峽區。

## 交通
鄉道北85線（民權街、中園街）是山佳至溪墘寮的道路，大致以南北向經過本地區，往北可前往三峽市區、柑園、山佳等地，往南可接上省道台3線（中正路二段）。